# Stjepan Janić
Stjepan Janić –en serbio, Стјепан Јанић– (Bačka Palanka, 24 de noviembre de 1980) es un deportista yugoslavo que compitió en piragüismo en la modalidad de aguas tranquilas. Ganó una medalla de plata en el Campeonato Mundial de Piragüismo de 1998 y una medalla de bronce en el Campeonato Europeo de Piragüismo de 2005, esta última representando a Croacia.
Proviene de una familia de piragüistas: hijo de Milan Janić y hermano de Nataša Janić y Mićo Janić. Está casado con la piragüista Špela Ponomarenko.

## Palmarés internacional
| Representando a Yugoslavia |                  |                   |             |
| Campeonato Mundial         |                  |                   |             |
| Año                        | Lugar            | Medalla           | Competición |
| 1998                       | Szeged (Hungría) | Medalla de plata  | K2 1000 m   |
| Representando a Croacia    |                  |                   |             |
| Campeonato Europeo         |                  |                   |             |
| Año                        | Lugar            | Medalla           | Competición |
| 2005                       | Poznań (Polonia) | Medalla de bronce | K1 500 m    |